# Micropleurotoma spirotropoides
Micropleurotoma spirotropoides is een slakkensoort uit de familie van de Horaiclavidae. De wetenschappelijke naam van de soort is voor het eerst geldig gepubliceerd in 1925 door Thiele.